# Polestar 1
Polestar 1 — спортивний автомобіль з кузовом типу купе та гібридним приводом, який представила компанія Polestar (дочірня компанія концерну Volvo Cars) в жовтні 2017 року. Автомобіль буде виготовлятися в Ченду, Китай, у розмірі 500 екземплярів на рік, а перша доставка замовнику запланована на середину 2019 року.

## Опис

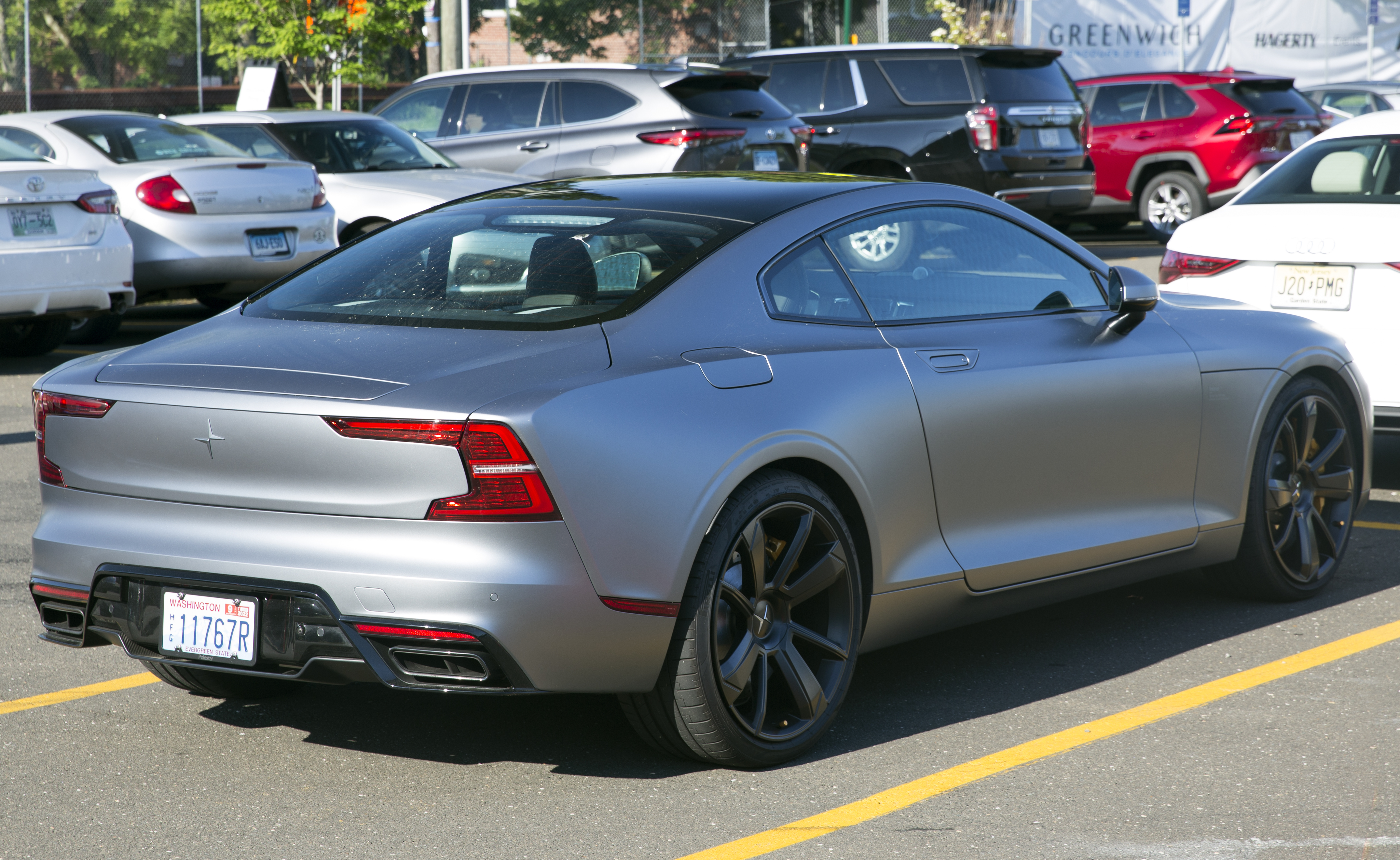
Polestar 1

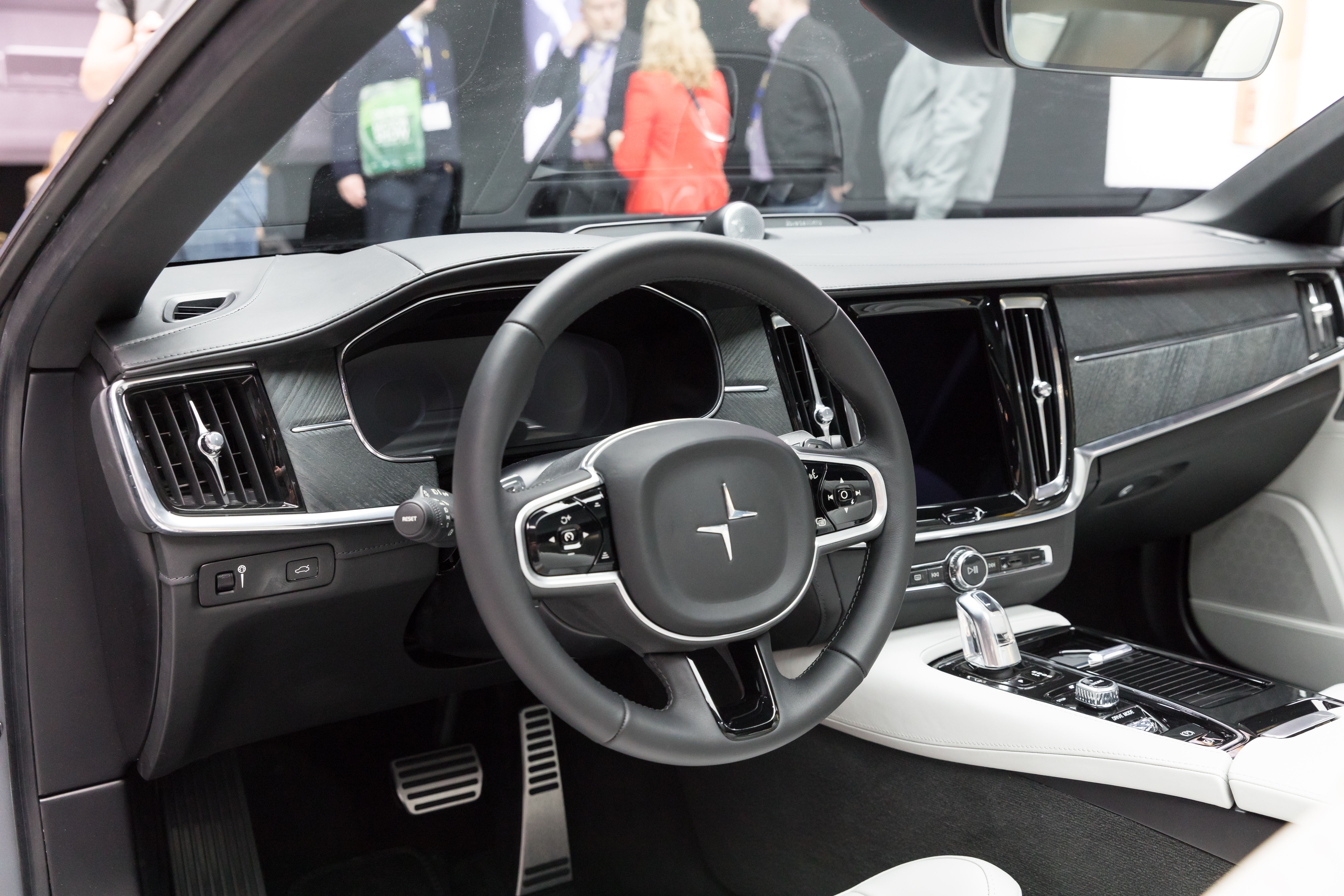
Polestar 1

Polestar 1 збудована на платформі Volvo SPA. Автомобіль є зарядним гібридом з чотирициліндровим двигуном 2.0 л B4204T48, що приводить в рух передні колеса. На задній осі розташовані два електродвигуни. Загальна потужність системи 609 к.с. і крутний момент 1000 Нм. Автомобіль може проїхати до 130 км на електродвигуні. Кузов купе зроблений з вуглецевого волокна для економії ваги. Підвіска колеса була розроблена у співпраці з Öhlins Racing.
Від 0-100 км/год купе розганяється за 4.2 с.

## Двигун
- 2.0L twin turbo B4204T48 І4 + 2 електродвгуни сумарна потужність 609 к.с. 1000 Нм

## Продажі
| Рік  | Європа | США |
| ---- | ------ | --- |
| 2020 | 65     | 10  |
| 2021 | 61     | 23  |